# Giovani Nascimento
Giovani Nascimento mais conhecido como Giovani (Rio do Sul, 17 de março de 1963) é um advogado e empresário, filiado ao Progressistas. Foi servidor da Câmara de Vereadores de Rio do Sul durante quase 29 anos. Ocupou diversos cargos na diretoria da Fundação de Saúde do Alto Vale do Itajaí, na entidade mantenedora do Hospital Regional e também como Diretor-presidente licenciado da Federação dos Hospitais de Santa Catarina.

## Primeiros passos
Giovani nasceu em 17 de março de 1963 na cidade de Rio do Sul filho de uma família tradicional do Alto Vale do Itajaí em Santa Catarina. Filho do empresário Idalgo Nascimento e de Elenita Carmen Nascimento, mais conhecida como Nega, naturais de Rio do Sul.
Cursou Direito na Universidade do Vale do Itajaí, iniciando em março de 1984, cursando 1 ano na mesma e concluiu o curso de direito em 1987 na Universidade Regional de Blumenau.

## Carreira profissional e empresarial
Iniciou a vida profissional aos 12 anos, como auxilar em de serviços gerais na empresa JAWI Industria Gráfica LTDA. Posteriormente enquanto cursava direito na Universidade do Vale do Itajaí trabalhando no escritório de advocacia de José Batista da Silva como estagiário. Assim que habilitado como advogado em 1987, Giovani passou no concurso público para procurador legislativo da Câmara de vereadores de Rio do Sul, função que permaneceu até março de 2017. Em paralelo no ano de 2008 se tornou sócio da Qflex Etiquetas, a empresa que hoje é referência no Alto Vale do Itajaí e veio a se tornar bem-sucedida no ramo de produção de etiquetas técnicas e revenda de equipamentos e insumos atendendo a crescente tendência de automatização e controle das empresas. Na sua trajetória como empreendedor, Giovani adquiriu experiência na setor privando, vivenciado as principais dificuldades e desafios como gestor.

## Voluntariado
No Rotary Club de Rio do Sul, Giovani teve o seu primeiro contato com o trabalho voluntário, desempenhou funções como Diretor Adjunto e Presidente, suas principais atividades envolviam gestão de pessoas e a liderança dos grupos de intercambio, pessoas de 15 a 19 anos de idade têm a oportunidade de conhecer outras culturas, aprender novos idiomas e ampliar seus horizontes. Os Rotary Clubs patrocinam o programa em mais de 100 países.

## Início da vida política
Sua pauta defende o desinchaço da máquina e gestão eficiente dos recursos públicos. O presidente da Federação dos Hospitais de Santa Catarina, Giovani Nascimento comunicou durante Assembleia da entidade, o afastamento temporário do cargo de presidente da FEHOESC, a partir do dia 28 de maio. Nascimento colocará o nome para aprovação na convenção do Partido Progressista-PP, com intuito de disputar cargo eletivo para prefeito no pleito majoritário 2020, em Rio do Sul.
Ele também se diz contra a reeleição e é favorável que o vice prefeito seja voluntario - não tenha subsidio. Também defende a redução dos vencimentos do prefeito.

## Atuação como presidente do Hospital Regional Alto Vale (2011-2013)
Como Presidente da Diretoria, Giovani se manteve a frente realizações de projetos importantes, as ações que tiveram mais destaques foram a estabilização financeira, investimentos em tecnologia e certificações de qualidades para o Hospital.
Pode se listar também  durante a sua gestão o ato da inauguração oficial do novo setor de Oncologia da unidade, o investimento de cerca de R$ 1,5 milhão no equipamento, que serve para identificar obstruções de artérias e funcionamento das válvulas cardíacas e o lançamento do desafio da Fundação de Saúde do Alto Vale do Itajaí de construir uma torre do Hospital Regional de Rio do Sul, com aproximadamente 26 mil metros quadrados, distribuídos em 14 pavimentos, que vai abrigar o novo centro cirúrgico e obstétrico, além da UTI, ampliação do número de leitos e de vagas de estacionamento. O anúncio foi feito pelo presidente da Fusavi, Giovani Nascimento, durante coletiva de imprensa, o projeto já está pronto e o lançamento da pedra fundamental deve acontecer em breve.
Atualmente Giovani ocupa a cadeira de presidente licenciado do conselho curador do Hospital Regional Alto Vale.

## Diretor-presidente da Federação dos Hospitais de Santa Catarina
Giovani Nascimento, eleito no fim de junho, foi empossado presidente para a gestão 2019-2022. O novo líder da FEHOESC substituirá Tércio Egon Paulo Kasten que atuou por 24 anos à frente da Federação. Kasten seguirá trabalhando pela saúde de SC, agora no posto de vice-presidente. Além de presidir a entidade, Giovani Nascimento ocupa o cargo de presidente da Fundação de Saúde do Alto Vale (FUSAVI) de Rio do Sul e é vice-presidente da Confederação Nacional de Saúde (CNSaúde). Atualmente encontra-se licenciado de todas as atividades para disputar cargo eletivo para prefeito no pleito majoritário 2020, em Rio do Sul.